# Blang Dalam (Woyla Timur)
Blang Dalam is een bestuurslaag in het regentschap Aceh Barat van de provincie Atjeh, Indonesië. Blang Dalam telt 166 inwoners (volkstelling 2010).